# 克雷申蒂诺
克雷申蒂诺（義大利語：Crescentino），是意大利韦尔切利省的一个市镇。总面积48平方公里，人口8153人，人口密度169.9人/平方公里（2009年）。ISTAT代码为002049。

## 友好城市
- 義大利圣乔治-阿尔巴内塞
- 波蘭Łososina Dolna（英语：Gmina Łososina Dolna）